# Xanthogramma
Xanthogramma là một chi ruồi trong họ Syrphidae.

## Hình ảnh

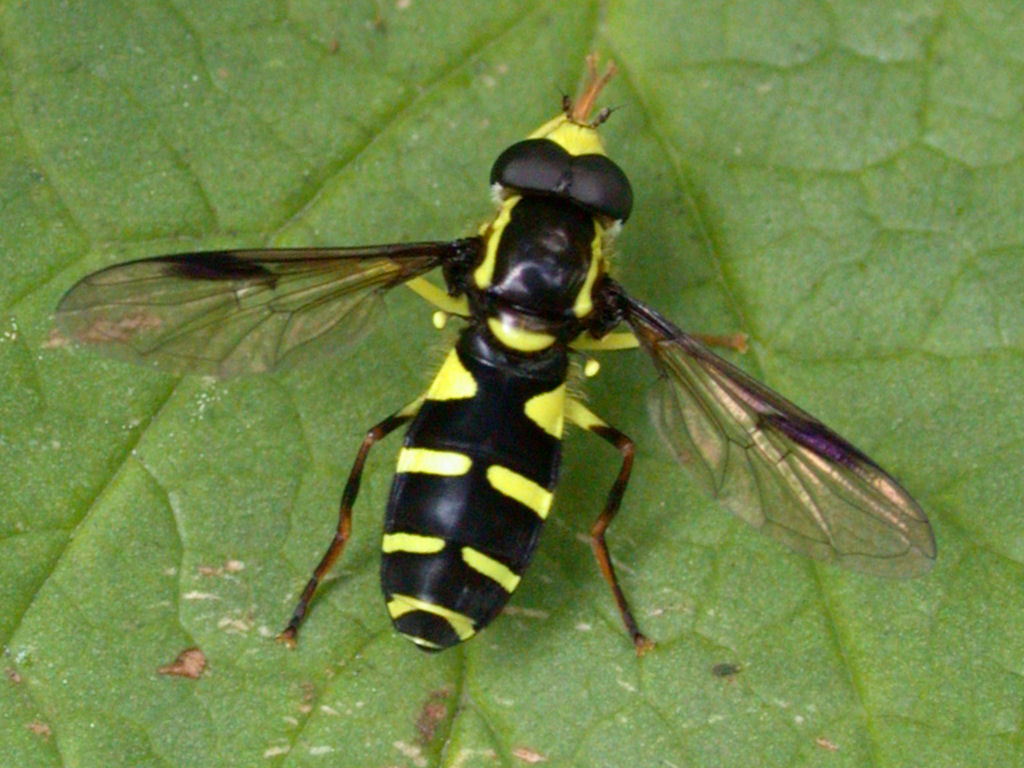

- Tập tin:Xanthogramma male - ngày 25 tháng 10 năm 2012.webm